# Nathaniel Branden
Nathaniel Branden, geboren als Nathan Blumenthal (* 9. April 1930 in Brampton, Ontario, Kanada; † 3. Dezember 2014 in Los Angeles, Kalifornien), war ein US-amerikanischer Psychotherapeut und Autor mehrerer Bücher zum Thema Selbstwertgefühl und bewussteres Leben.
Sein im deutschsprachigen Raum bekanntestes Buch ist „Die 6 Säulen des Selbstwertgefühls“. In dem Buch fasst er seine Untersuchungen zum Thema Selbstwert (self-esteem) zusammen. Zunächst untersucht er die Herkunft des menschlichen Selbstwertgefühls und fasst Bedingungen zusammen, die ein gesundes Selbstwertgefühl bedingen. Schließlich stellt er Übungen vor, um sich selbst ein besseres Selbstwertgefühl zu erarbeiten und gibt Pädagogen und Managern Hinweise, wie sie den Selbstwert ihrer Schüler oder Mitarbeiter fördern können.

## Leben
Nathaniel Branden wurde 1930 als Nathan Blumenthal als einziger Junge in einer Familie mit mehreren Schwestern im kanadischen Brampton, Ontario geboren. Seine Schwester Elayne Blumenthal, eine Krankenschwester, war Teil des Ayn-Rand-"Collective". Eine Kusine, Allan Blumenthal, war eine erfolgreiche Psychiaterin und lebte ebenfalls im Umfeld von Rands Kollektiv. Branden schloss die Highschool in Kanada ab. Er erhielt einen Bachelor in Psychologie der University of California, Los Angeles, einen Master der New York University, und 1973, ein Ph.D. in Psychologie des California Graduate Institute (CGI), damals eine staatlich geprüfte Schule, die die staatliche Berechtigung erteilte, als Psychologe zu arbeiten.
Nathaniel Branden studierte Psychologie und Psychotherapie in Kalifornien und New York. 1950 begegnete er erstmals Ayn Rand, zu deren innerem Zirkel er bald gehörte. Er gründete das Nathaniel Brandon Institute zur Förderung des Objektivismus. Im Januar 1953 heiratete er Barbara Branden (geborene Weidman) in White Plains, New York. Mit Zustimmung seiner Ehefrau hatte er eine langjährige Affäre mit Ayn Rand, die 1968 endete, als er von einer lesbischen Affäre Rands hörte. Im Februar 1964 begann Barbara Branden unter Akzeptanz ihres Mannes eine Affäre mit Wilfred Schwartz. Nathaniel und Barbara Branden trennten sich 1965.
Ab 1956 arbeitete er als Therapeut und Dozent an verschiedenen Universitäten. Er hat sich als psychologischer Berater und Autor von zahlreichen Büchern über die Grenzen der USA hinaus einen Namen gemacht. Auch nach der Trennung von Nathaniel Branden blieb Barbara Branden Herausgeberin und Schwartz Geschäftsführer der Zeitschrift The Objectivist.
Branden überwarf sich in den 1960er Jahren mit seiner geistigen Mentorin Ayn Rand. Daraufhin baute Branden seine eigene Schule einer "bio-centric psychology" auf, die im Wesentlichen auf seiner Arbeit zum Selbstwert basiert. 1968 gründete er ein eigenes Institut und zog mit Patrecia Scott nach Kalifornien. Er heiratete sie dort 1969. Im Jahre 1977 starb Scott durch Ertrinken in einem Swimming-Pool, in den sie durch einen epileptischen Anfall gestürzt war. Branden heiratete 1978 zum dritten Mal, die Geschäftsfrau Devers Israel. Diese Ehe wurde wieder geschieden. Er ging anschließend seine vierte Ehe mit Leigh Horton ein.
Branden hielt an einer, manchmal freundlichen, manchmal abweisenden Beziehung zu seiner ersten Frau Barbara fest. Sie schrieb über diese Beziehung das erfolgreiche Buch The Passion of Ayn Rand. In dem Buch beschreibt sie detailliert Brandens Beziehung mit Rand und die bittere Trennung. Das Buch wurde 1999 verfilmt, mit Helen Mirren als Rand und Eric Stoltz als Branden in den Hauptrollen.